# 蹇先佛
蹇先佛（1916年7月—2022年12月30日），湖南慈利人，原中华人民共和国电力工业部副部长。她是开国上将萧克之妻，贺龙元帅第二任妻子蹇先任的胞妹。

## 生平
蹇先佛早年曾就读于女子师范学校，1934年加入工农红军，次年加入中国共产主义青年团。长征期间，她曾在红六军团政治部任宣传干事。1936年加入中国共产党。抗日战争期间，进入抗日军政大学学习。此后曾任中共中央北方分局党校中共总支书记、中共晋察冀区委组织部干部科科长。1944年赴延安中共中央党校学习。抗战结束后，继续在中共晋察冀中央局、中共中央华北局、中南军政大学从事组织工作。
中华人民共和国成立后，蹇先佛历任人民革命军事委员会军训部办公室副主任，燃料工业部电力设计局副局长，电力工业部（后与水利部合并为水利电力部）干部司副司长、司长等职。1979年，出任电力工业部副部长。1982年起离休。
2022年12月30日晚，蹇先佛因肺部感染在北京逝世，享年106岁。
蹇先佛是中共七大、十二大代表，中共第十二届中纪委委员，第三届全国人大代表，第五届全国政协委员。